# Felipe Tapia
Felipe Tapia Salinas, född 25 april 1995, är en chilensk simmare.
Tapia tävlade för Chile vid olympiska sommarspelen 2016 i Rio de Janeiro, där han blev utslagen i försöksheatet på 1 500 meter frisim.